# هاغتاناک شاهومیان
هاغتاناک شماوونی شاهومیان (هاغتو) (ارمنی: Հաղթանակ Շմավոնի Շահումյան (Հաղթո)؛ زادهٔ ۱۹ ژوئیهٔ ۱۹۴۴) نقاش اهل ارمنستان است.

## زندگی‌نامه
وی در ۱۹ ژوئیه ۱۹۴۴ در ایروان به دنیا آمد و از آکادمی دولتی هنرهای زیبای ارمنستان فارغ‌التحصیل گشت. وی برنده جوایزی همچون نقاش افتخاری جمهوری ارمنستان (۲۰۱۰) و مدال موسس خورناتسی (۲۰۲۰) است. وی عضو اتحادیه نقاشان ارمنستان است.

## نگارخانه

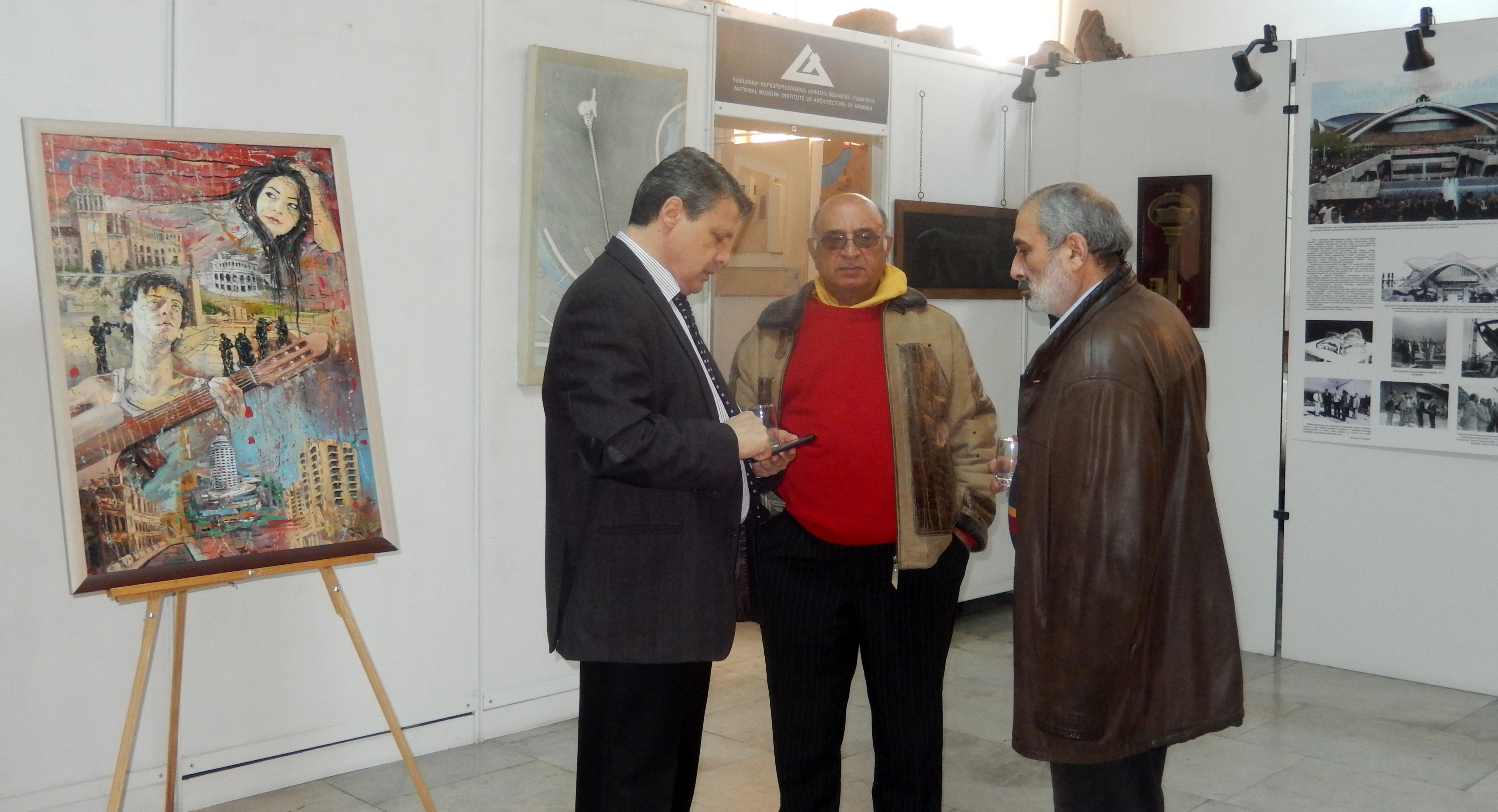
تیگران بارسقیان (معمار), تیگران آرزومانیان (مجسمه‌ساز) و هاغتاناک شاهومیان (نقاش)